# 맬비아 롱펠로우

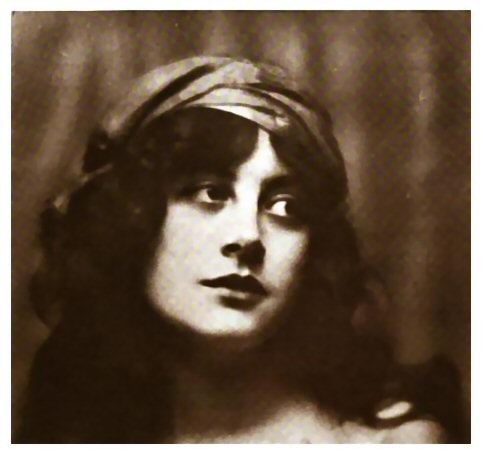

맬비아 롱펠로우(Malvina Longfellow, 1889년 3월 30일 ~ 1962년 11월 2일)는 미국의 배우, 연극 배우, 영화배우이다.
뉴욕에서 태어났으며 런던에서 사망하였다.

## 영화
- 넬슨 (1918년)